# Плевник (Лодзинське воєводство)
Плевник (пол. Plewnik) — село в Польщі, у гміні Вартковиці Поддембицького повіту Лодзинського воєводства.
Населення — 105 осіб (2011).
У 1975-1998 роках село належало до Серадзького воєводства.

## Демографія
Демографічна структура станом на 31 березня 2011 року:
|          | Загалом | Допрацездатний вік | Працездатний вік | Постпрацездатний вік |
| -------- | ------- | ------------------ | ---------------- | -------------------- |
| Чоловіки | 50      | 15                 | 31               | 4                    |
| Жінки    | 55      | 11                 | 31               | 13                   |
| Разом    | 105     | 26                 | 62               | 17                   |